# Epilepsihospitalet
Epilepsihospitalet er landsdækkende og en del af den selvejende institution Filadelfia i Dianalund og Danmarks eneste specialhospital med speciale i epilepsi og andre beslægtede neurologiske lidelser samt rehabillitering af  mennesker med erhvervet hjerneskade. Epilepsihospitalet anvender en helhedsorienteret tilgang til behandlingen i form af en metode kaldet "Comprehensive Epilepsy Care".
Epilepsihospitalet foretager både ambulant behandling og behandling ved indlæggelse på hospitalet.
Udover den medicinske behandling af epilepsi varetager Epilepsihospitalet udredning og opfølgning af patienter til epilepsikirurgi, behandling med nervus vagus stimulator og ketogen diætbehandling.
Epilepsipatienter kan via det frie sygehusvalg henvises til Epilepsihospitalet fra hele landet.
Hospitalet har egen forskningsenhed og deler professorater med Rigshospitalet, Københavns Universitet, Syddansk Universitet og Aarhus Universitet
Der er ligeledes tilknyttet ph.d.-studerende fra landets universiteter.